# Błaszczki
Błaszczki – potok, lewy dopływ Ochotnicy.
Potok wypływa na wysokości około 710 m na południowych stokach grzbietu Jaworzynki Gorcowskiej i spływa w kierunku południowym przez należące do miejscowości Ochotnica Górna osiedle Błaszczaki. W zabudowanym obszarze tego osiedla, przy drodze wiodącej z Tylmanowej przez Ochotnicę Górną, uchodzi do rzeki Ochotnica.
Jest to niewielki potok o długości około 930 m. Większa część jego zlewni to zabudowane lub pokryte polami uprawnymi obszary wsi Ochotnica Górna w województwie małopolskim, w powiecie nowotarskim, w gminie Ochotnica Dolna.